# Sint-Mattheüskerk (Azewijn)
De  Sint-Mattheüskerk is het enige kerkgebouw in de Nederlandse plaats Azewijn. De kerk is gebouwd als rooms-katholieke parochiekerk in de jaren 1890 - 1891 naar een ontwerp van Gerard te Riele. Het gebouw is aangewezen als gemeentelijk monument. 

## Beschrijving
De kerk is opgezet als driebeukige pseudobasiliek. Aan de westzijde heeft de kerk een bakstenen toren, bestaande uit drie geledingen. Boven de entree is klein raamwerk geplaatst met onder andere twee driebladen als maaswerk. Daarboven is een veel grotere raampartij aangebracht met een uitgebreider maaswerk. In de tweede geleding zijn versieringen aangebracht door uitgediepte velden. De toren werd oorspronkelijk bekroond door een ingesnoerde naaldspits. In de bovenste geleding zijn galmgaten aangebracht. Aan de zuidzijde wordt de toren vergezeld door een traptoren.
De kerk raakte zwaar beschadigd tijdens de Tweede Wereldoorlog. Daarop werd door Antonius Vosman een nieuw schip en priesterkoor ontworpen, dat in de jaren 1950 - 1951 tot stand kwam. De verwoeste naaldspits van de oude kerk werd vervangen door een tentdak.

## Sluiting
In 2015 werd het gebruik van de kerk voor een wekelijkse eredienst beëindigd, maar het gebouw bleef tot in 2019 open voor rouw- en trouwdiensten. Op 15 september 2021 heeft aartsbisschop Wim Eijk de Sint-Mattheüskerk per decreet officieel aan de eredienst onttrokken. Hierna is veel van de inboedel verkocht of weggegeven. Misgewaden, vaatwerk, knielbankjes en andere attributen zijn aan kerken in zowel Nederland als het buitenland geschonken. De kerkbanken zijn voor 25 euro per stuk verkocht aan de plaatselijke bevolking, maar een paar banken blijven behouden voor de gemeenschappelijke ruimte.

## Woningen
In de zomer van 2021 kocht een projectontwikkelaar de kerk om er woningen in te bouwen. De buitenkant van het gebouw blijft daarbij onveranderd. Op het achterste, nog ongebruikte deel van het kerkhof staat een twee-onder-een-kapwoning geprojecteerd. Na jaren vertraging kwam er in 2024 een overeenkomst tussen ontwikkelaar en gemeente.

## Toren
Tijdens een begin 2024 belegde bijeenkomst gaf burgemeester van Gemeente Monterland Harry de Vries aan dat de gemeente van plan is de toren en omliggende gronden over te nemen van de projectontwikkelaar. Ze kan zo de restauratie in eigen hand nemen. Het is de bedoeling dat daarna de klokken op bepaalde momenten weer zullen worden geluid. 